# Spitzingsattel
Der Spitzingsattel ist ein 1129 m ü. NHN hoher Gebirgspass in den Bayerischen Alpen, einem Teil der Alpen im Süden von Bayern, Deutschland.

## Geographische Lage
Der Spitzingsattel befindet sich im Landkreis Miesbach im Mangfallgebirge etwa 7 km (Luftlinie) nördlich der Grenze zu Österreich. Er ist wenige hundert Meter vom Nordufer des Spitzingsees (1084 m ü. NHN) entfernt und liegt östlich von der Brecherspitz (1683 m ü. NHN) und westlich des Jägerkamps (1745,9 m ü. NHN). Die Passhöhe liegt in einem abseitigen Tal südlich des zur Gemeinde Schliersee gehörenden Fischhausen-Neuhaus, Ortsteil Josefstal, durch das eine schmale Nebenstraße führt.

## Passstraße
Die kleine Passstraße, die maximal 14 % Neigung überwindet, verbindet die Ortschaften Schliersee und Spitzingsee, die jeweils an den gleichnamigen Seen liegen. Sie stellt den Zugang zum südlich des Spitzingsees gelegenen Valepptal dar, über das man über die Passhöhe Wechsel nach Rottach-Egern und weiter zum Tegernsee gelangen kann. Dieses Tal ist jedoch abschnittsweise für den Kraftverkehr gesperrt.
Auf den Spitzingsattel kann man per Fahrrad auch über die Alte Spitzingstraße gelangen. Sie führt von Josefstal zum oberen Abschnitt der Neuen Spitzingstraße, welche die eigentliche, zuvor beschriebene Passstraße ist. Entlang der Alten Spitzingstraße befand sich bis 1963 eine alte Seilbahn, von der bis in die 1980er-Jahre noch Überreste der Pfeiler zu sehen waren. In den Jahren 1919 bis 1922 wurde der Spitzingsattel auch von der Neuhauser Bockerlbahn überquert, einer schmalspurigen Waldbahn, die lediglich dem forstwirtschaftlichen Güterverkehr diente. Auf der Passhöhe befand sich ein Betriebsbahnhof.

## Firstalm und Spitzingsee
Etwa 2,5 km westlich des Spitzingsattels liegt zwischen den Bergen Krettenburg (1494 m ü. NHN) etwa im Norden, Bodenschneid (1667,7 m ü. NHN) im Westen und Stümpfling (1506,2 m ü. NHN) im Süden die Firstalm. Im Bereich des Passes zweigen von der Passstraße nach Westen kleine, für den öffentlichen Verkehr gesperrte Bergstraßen als Sackstraßen ab, die zur oberen Firstalm (1369 m ü. NHN) und unteren Firstalm (1318 m ü. NHN) führen, auf denen sich Wirtshäuser befinden.
Von der unteren Firstalm fließt der Firstgraben in den passnahen Spitzingsee. Die kleine Hotelsiedlung am See mit einem Familienski- und Wandergebiet mit Liftanlagen an den beiden Bergen Taubenstein (1693 m ü. NHN) und Stümpfling (1506,2 m ü. NHN) kann mit Kraftfahrzeugen nur über den Spitzingsattel erreicht werden.